# 존 론

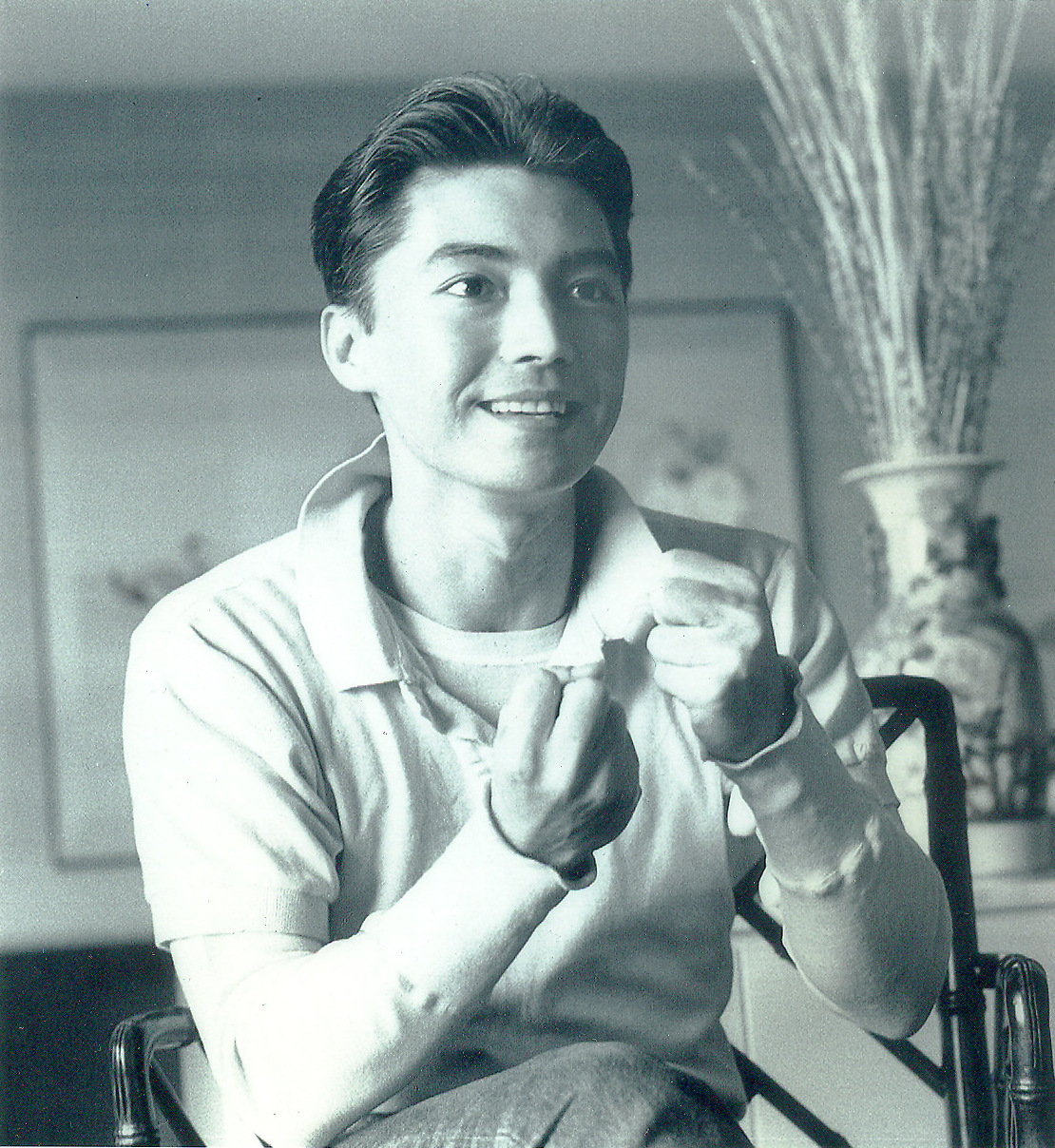

존 론(尊龍, John Lone, 1952년 10월 13일~ )은 홍콩계 미국 배우이다. 본명은 응쿽렁(吳國良, Ng Kwok-Leung)이며 1952년 10월 13일 홍콩에서 태어났다. 홍콩 치우 치우 아카데미와 북경 오페라단, Pasadena branch of the American Academy of Dramatic Arts에서 연기를 공부했다. 영화 마지막 황제의 주연배우로 유명하다. 현재는 배우활동을 쉬고 있으며 연기지망생들에게 연기를 가르치고 있다. 최근엔 캐나다로 이민을 간것으로 확인되었다.
출연작 중 미키루크 주연의 "year of dragon"에서는 범죄조직의 보스 역할로 출연하였다.

## 주연
- 자오자락
- 열혈최강
- 헌티드
- M. 버터플라이
- 상해 1920
- 샤도우 오브 차이나
- 마지막 황제
- 라스트 지고로
- 이어 오브 드래곤
- 아이스맨

## 출연
- 워 (2007)
- 러시아워 2
- 러시아워
- 샤도우
- 킹콩